# Al-Mustakfí II (abbàssida del Caire)
Abu-r-Rabí Sulayman al-Mustakfí bi-L·lah —àrab: أبو الربيع سليمان المستكفي بالله, Abū r-Rabīʿ Sulaymān al-Mustakfī bi-Llāh—, més conegut pel seu làqab com a al-Mustakfí II (?-1450), fou califa abbàssida del Caire (1441-1450), sota la tutela dels mamelucs d'Egipte.